# Осенние сады (Раутаваара)
«Осенние сады» — оркестровое произведение финского композитора Эйноюхани Раутаваара, написанное в 1999 году.
В примечаниях к композиции Раутаваара пишет: «Я часто сравниваю сочинение музыки с садоводством. В обоих процессах человек наблюдает и контролирует органический рост, а не конструирует или собирает существующие компоненты и элементы. Я также хотел бы думать, что мои композиции скорее похожи на «английские сады», свободно растущие, в отличие от тех, которые подстрижены до геометрической точности и строгости».
Произведение состоит из трёх частей:
- I. Poetico
- II. Tranquillo
- III. Giocoso leggiero

## Состав оркестра
Деревянные духовые
2 флейты
2 гобоя
2 кларнета
2 фагота
Медные духовые
2 валторны
туба
Ударные
литавры
вибрафон
Струнные
16 скрипок
8 альтов
8 виолончелей
4 контрабаса